# Kéo hệ quy chiếu
Thuyết tương đối rộng của Albert Einstein đoán rằng các khối lượng–năng lượng phân bố tĩnh tại không giãn nở có ảnh hưởng đến không-thời gian một cách bất thường, gây ra hiệu ứng thường được gọi kéo hệ quy chiếu (frame-dragging). Hiệu ứng kéo hệ quy chiếu thứ nhất do các nhà vật lý học Áo Josef Lense và Hans Thirring phát triển năm 1918 trên nền thuyết tương đối rộng và cũng được gọi hiệu ứng Lense–Thirring. Họ đoán rằng sự quay của một đối tượng to lớn sẽ vặn méo mêtric không-thời gian, làm cho quỹ đạo của một hạt thử nghiệm gần tiến động. Trong cơ học cổ điển, việc này không xảy ra vì tương tác hấp dẫn của một đối tượng chỉ tùy theo khối lượng của nó, chứ không phải tốc độ quay của nó. Hiệu ứng Lense–Thirring rất nhỏ tí – vào khoảng một phần trong vài ngàn tỷ. Để nhận ra nó, người ta cần khám xét một đối tượng rất to lớn, hoặc xây dựng máy thăm dò rất nhạy. Nói tổng quát hơn, các dòng khối lượng-năng lượng có ảnh hưởng đến hấp dẫn từ học (gravitomagnetism), tương tự với thuyết điện từ của Maxwell.